# Radosław Majewski
Pour les articles homonymes, voir Majewski.
Radosław Majewski (prononcer /raˈdɔswav maˈjɛfski/), né le 15 décembre 1986 à Pruszków, est un footballeur polonais. Il est milieu de terrain à Lech Poznań.

## Biographie

### Ses débuts mouvementés en Pologne
Radosław Majewski commence sa carrière au club de sa ville natale, le Znicz Pruszków. À l'automne 2006, il signe au Dyskobolia Grodzisk Wielkopolski, puis au Polonia Varsovie en 2008 à la suite de la fusion des deux clubs. Performant avec le Dyskobole (il est désigné révélation polonaise de l'année en 2007), Majewski s'éteint dans la capitale polonaise, même s'il est régulièrement titularisé. Critiqué pour son jeu et son mode de vie, Majewski est placé sur la liste des transferts à l'issue de la saison 2008-2009.
Le 15 décembre 2007, Majewski fait ses débuts avec la Pologne, face à la Bosnie-Herzégovine, entrant en jeu à la soixante-neuvième minute. Régulièrement appelé en équipe nationale, il est suspendu le 21 août 2008 par le sélectionneur Leo Beenhakker, au même titre que Dariusz Dudka et Artur Boruc, pour « comportement inacceptable et irresponsable ». En effet, les trois joueurs avaient, en dépit de l'interdiction de leur entraîneur, quitté leur hôtel après le match de la veille contre l'Ukraine

### Révélation à Nottingham
Le 23 juillet 2009, Majewski est prêté à Nottingham Forest pour une saison, la transaction étant évaluée à cent trente mille livres sterling, soit cent cinquante mille euros. L'option d'achat est fixée à un million et demi de livres. Le 25 août, il marque son premier but, donnant la victoire à son équipe en Carling Cup contre Middlesbrough. Avec Nottingham, Majewski retrouve la forme qui était la sienne à Grodzisk Wielkopolski, et commence à se faire apprécier par les fans de City Ground. Il enchaîne les matches, et convainc ses dirigeants, ainsi que ceux de clubs de Premier League qui commencent à s'intéresser à lui. L'entraîneur Billy Davies annonce même sa prochaine signature en mars 2010. Le 4 mai 2010, il signe un contrat de trois ans avec Nottingham, qui dépense un million deux cent mille euros pour l'acheter,. La veille, il avait déjà annoncé cette signature sur son blog, et avait déclaré être « très heureux ». Son entraîneur se dit alors « ravi de la signature ». Mais opposé à Blackpool, Nottingham loupe la montée en perdant ses deux matches de barrage.
Le 1er juillet 2016,il signe pour 4 ans dans le club polonais du Lech Poznań.

## Palmarès

### Collectif
- Vainqueur de la Coupe de Pologne : 2007
- Vainqueur de la Coupe de la Ligue polonaise : 2007, 2008

### Distinctions personnelles
- Révélation polonaise de l'année : 2007